# 鱼雷管

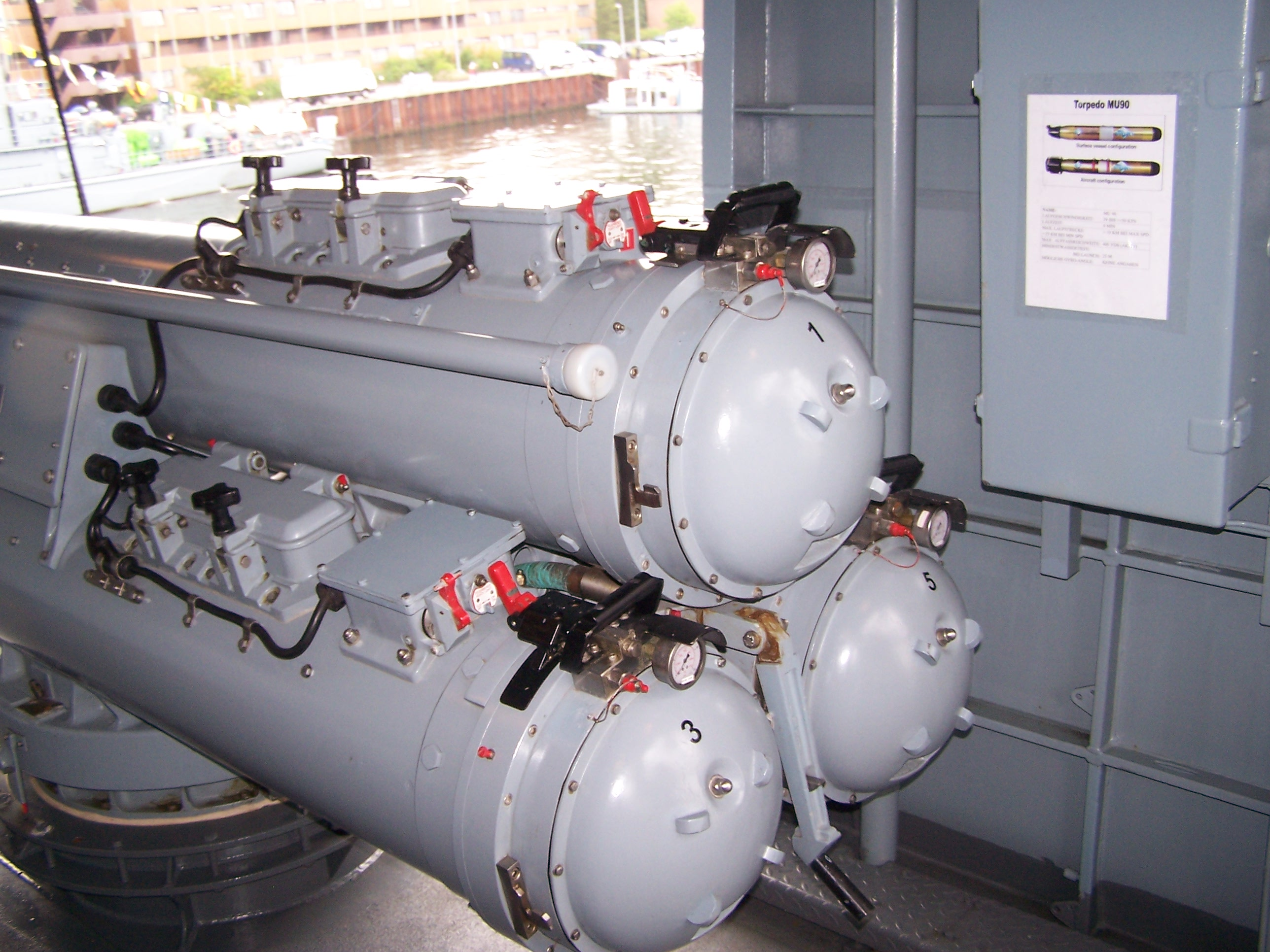
F221 Mk 32型水面船艦魚雷管，装备于萨克森级巡防舰

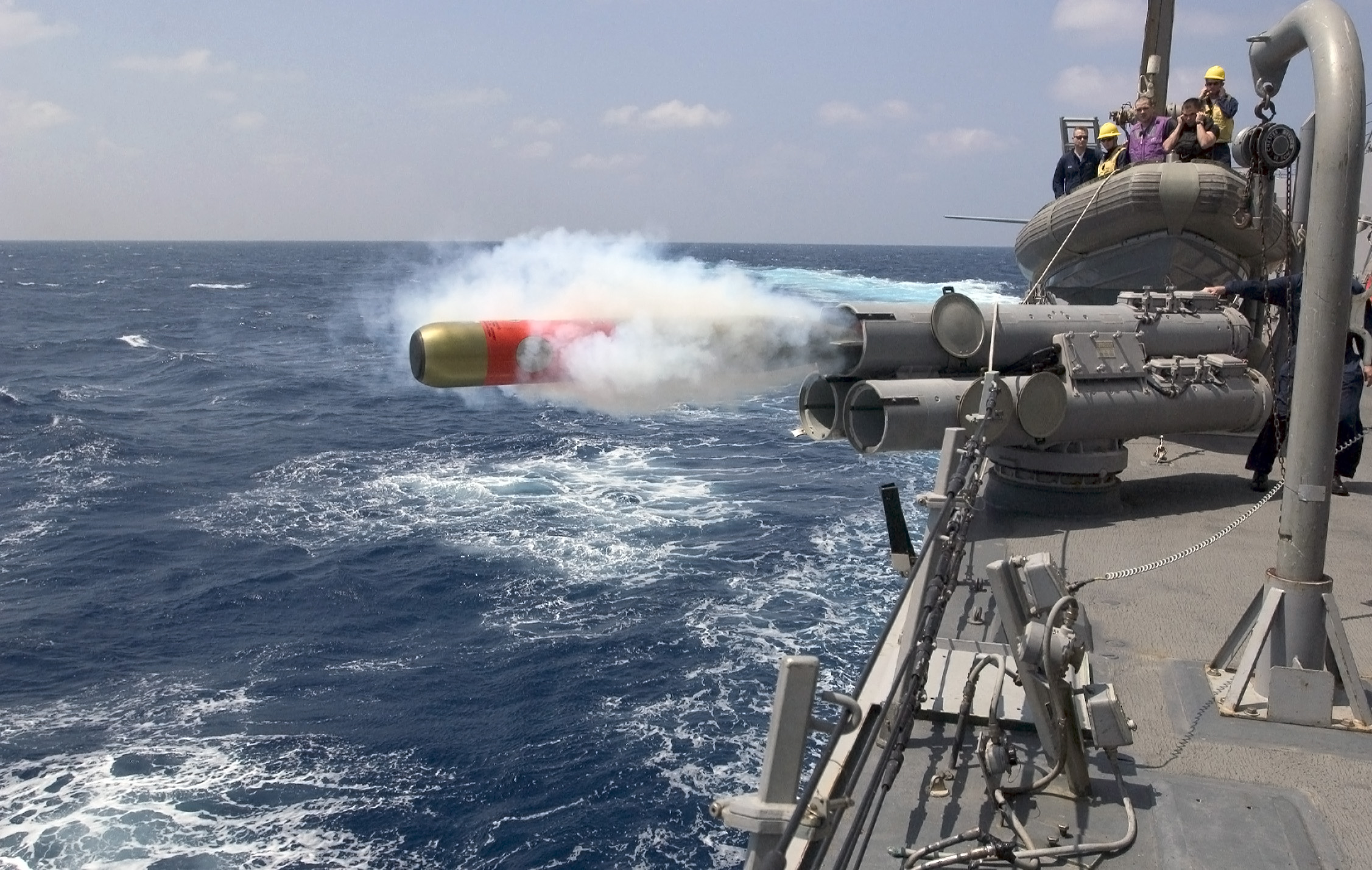
發射Mk 46型魚雷的馬思廷號驅逐艦，利用高壓氣體將魚雷推出發射管是目前魚雷發射管最普及的推進方式

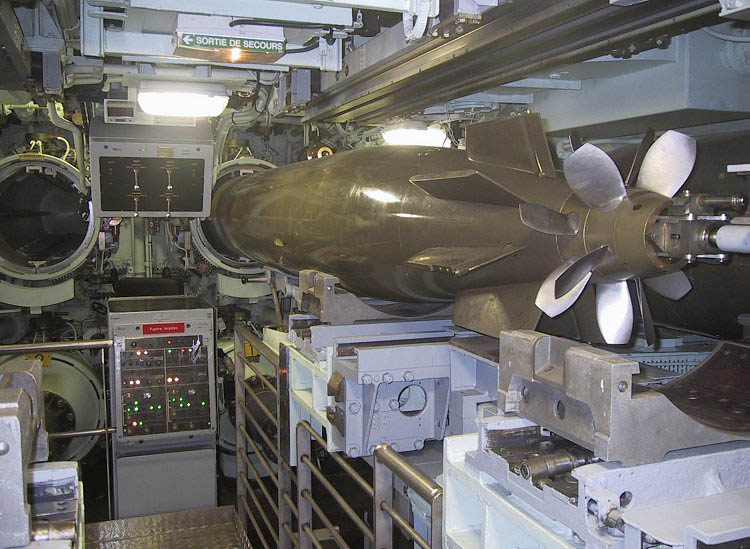
法国弹道导弹潜艇 Redoutable号的鱼雷发射管: 法国潜艇使用活塞将鱼雷推出发射管，与使用压缩空气的一般发射管不同

鱼雷管（ torpedo tube、torpedo launcher）也称鱼雷发射管，是用来发射鱼雷的装置，一般有两种，一是装在潜艇和部分水面舰上面的水下发射管，一是装在甲板上的发射管（后一种也称为鱼雷发射器），一般来说潜艇的鱼雷管比甲板鱼雷管的兼容性强一点，除了能装多种鱼雷还能布设水雷，或是发射反舰导弹。现代的鱼雷管都基本统一在324mm,533mm和650mm（超重型） 三种尺寸上。水面鱼雷艇用的鱼雷管一般是用炸药块来发射，而大型潜艇用高压气发射，轻型微型潜艇用鱼雷自体发射出去的方法，称为swim-out型。现代潜艇鱼雷管都有开口互锁机构以使鱼雷管永远不会出现两头同时打开的情况，同时鱼雷管内还有保险解除环，用于擦开鱼雷体上的保险。

## 其他用法
英语中的TORPEDO也指早于鱼雷出现的杆式水雷，此外也指驱逐舰。

## 外部連接
- The Fleet Type Submarine Online 21-Inch Submerged Torpedo Tubes United States Navy Restricted Ordnance Pamphlet 1085, June 1944
- Torpedo tubes of German U-Boats  （页面存档备份，存于）